# فینتل
فینتل (به آلمانی: Fintel) یک شهر در آلمان است که در Fintel واقع شده‌است. فینتل ۲٬۹۳۹ نفر جمعیت دارد.